# Castell Desvern
La Torre Desvern o Torre Desbach és una obra de Celrà (Gironès) situada a prop del castell dels Escala (o de Celrà), encara que més enlairada. No hi hagué històricament cap relació entre les dues fortificacions. És una obra declarada bé cultural d'interès nacional.

## Descripció
És una masia fortificada, d'origen medieval i reformada al segle xviii, situada al veïnat del Mas Pedró. Els diferents cossos de què consta l'edifici són fruit de les diverses transformacions que l'edifici ha sofert al llarg del temps.
El sector més primitiu (segles XII-XIII) és la torre angular, de planta rectangular, feta de filades regulars de carreus ben tallats, amb espitlleres intercalades, aparell que es repeteix al sector inferior d'alguns murs de la masia, i que inicialment devien correspondre a una tanca o mur de protecció de la torre o d'alguna construcció adjacent, posteriorment convertida en masia. És també del segle xii una part d'un primer recinte fortificat amb un pati central situat a la banda més oest de l'edificació.
Destaca el finestral triforat de la torre, amb arquets de mig punt i capitells historiats, correspon a la tipologia pròpia dels segles xiii i xiv, mentre que les finestres coronelles gòtiques de la masia corresponen al pas del segle xiv al XV. Aquestes obertures, especialment les segones, foren possiblement incorporades al conjunt en una època posterior, segurament quan hom remodelà les construccions annexes per fer-ne la masia, la part superior de la qual, de pedra amb morter, és afegida a la resta. En el pati on hi ha l'escala d'accés a la planta principal resta una galeria gòtica del segle xv, amb els arcs actualment cegats.
El finestral romànic de la torre és atribuït a Arnau Gatell (de l'escola de Girona) amb un capitell amb lleons rampants i l'altre amb palmetes i volutes.
Trobem en diferents llocs l'escut dels Vern (un vern amb les seves arrels, creuat d'esquerra a dreta per un riu): a l'ampit de la finestra de la porta forana, als capitells dels finestrals de ponent i al sostre d'un dels dormitoris principals.
Al segle xviii l'edifici sofrí algunes reformes, com les obertures quadrangulars amb llinda i muntants de pedra.A la porta principal hi ha una inscripció i datat: "Josep guinart de Reixach 1736".
També és interessant la pallissa annexa, amb columna central de pedra i coberta amb bigues de fusta i teula àrab.

## Història
Originàriament, aquesta edificació havia estat una torre de defensa, depenent del castell de Celrà. L'edifici va pertànyer a les famílies Desvern i Desbac i fou transformat, posteriorment, en masia, tot conservant l'aspecte defensiu.
Al segle xiii la Torre Desvern pertanyia al domini anomenat de Vall, en mans de la família de cavallers que portaven el cognom Celrà, propietaris del domini directe. L'any 1246, Ramon d'Escala comprà el domini útil de la Torre Desvern i, a la seva mort, el llegà a l'Almoina del Pla de Girona.
A partir dels darrers anys del segle xiv i principis del segle xv, la Torre Desvern va deixar de complir la seva funció defensiva per desenvolupar una funció de residència a Celrà de la família gironina dels Vern. En aquests anys, s'amplia l'edifici existent, amb la construcció de la planta primera, amb finestrals gòtics, voltes i arcades, i s'embelleix l'edifici primitiu. Durant aquest període, s'esculpeix l'escut d'armes dels Vern en diferents llocs de l'edifici. L'any 1505 Lluís des Vern i la seva esposa Elionor de Foixà- Boixadors obtenen permís per construir una capella a la Torre. Aquesta família s'extingeix a Celrà l'any 1593, en morir Francesc Desvern sense descendència, i aquesta propietat passa a mans de la família Desbach.
L'any 1702, Pere Desbach i Cartellà és nomenat marquès de Cartellà per Felip V. Posteriorment, ven la Torre a Esteve Andreu, mercader gironí, que fa un seguit d'obres de millora.
L'any 1735 la Torre és adquirida per Josep Guinart (a la llinda hi ha la inscripció "Josep Guinart de Reixach" i la data de 1736), que hi realitza obres novament i la reconverteix en masoveria. En aquest moment es reconstrueix la façana orientada a migdia, s'apareda la galeria gòtica del pati interior i es construeix l'escala interior d'accés a la planta superior.
L'any 1907, segons una inscripció feta pels obrers, es reconstrueix el sostre de la torre de l'homenatge i, en la dècada de 1960, es refan els teulats del casal de la banda de migdia. En una excavació realitzada en una cisterna ubicada a la planta baixa, s'ha trobat gran quantitat de ceràmica d'estil català, amb estris domèstics (plats, tasses, gots i tupins), datada dels segles xvi i xvii. En 2018 es van fer obres que han posat al descobert l'antic pati gòtic i les restes arqueològiques de la construcció visigòtica datada entre 650 i 680.
La propietat passa pels successius hereus i pubilles Cors- Guinart fins que, en la dècada de 1990, passa a ser patrimoni municipal.